# Área metropolitana de Seattle

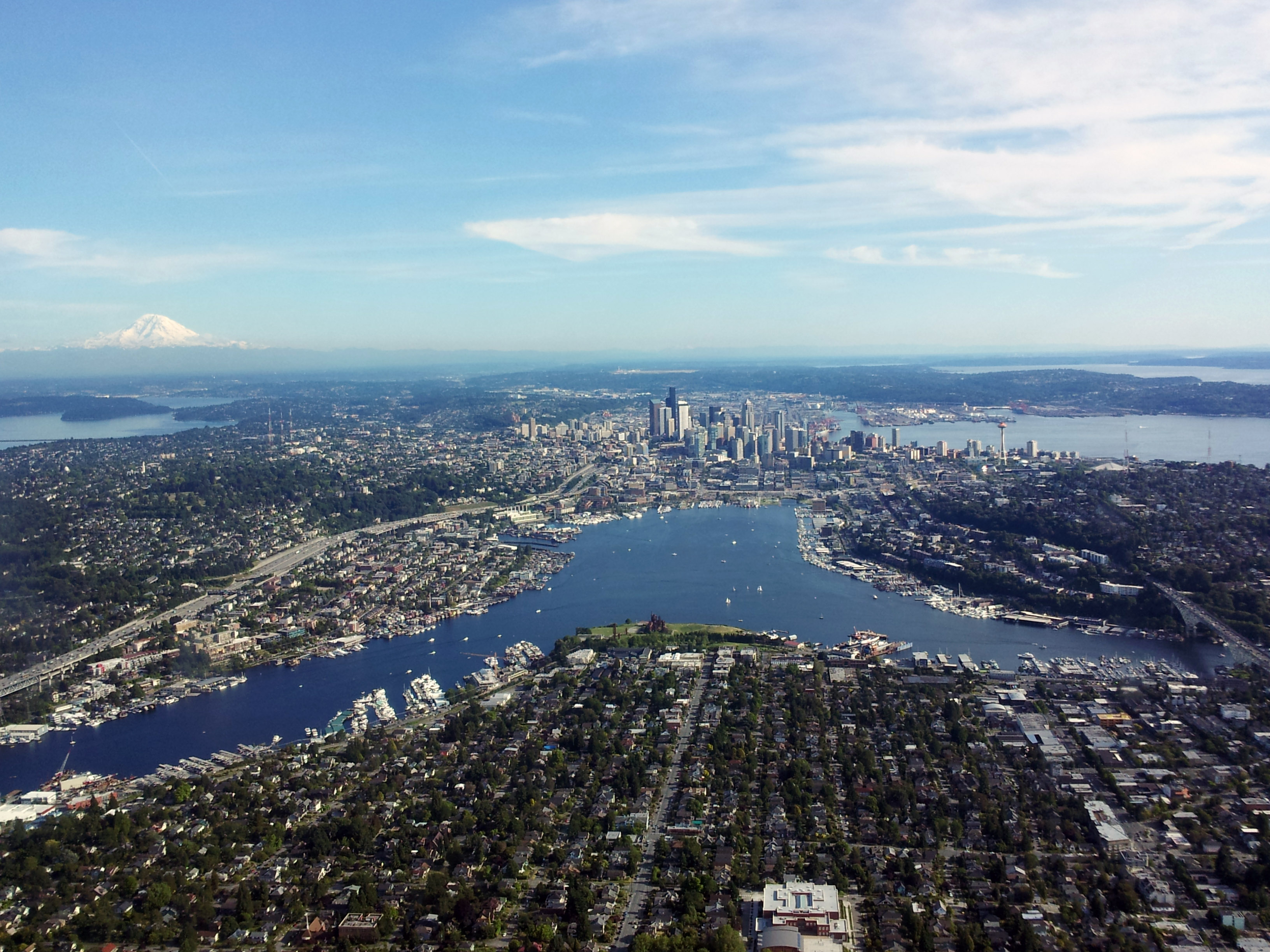
Vista aérea del MSA de Seattle

El área estadística metropolitana de Seattle–Tacoma–Bellevue es un área estadística metropolitana (MSA) centrada en la ciudad Seattle, estado de Washington, Estados Unidos; definida como tal por la Oficina del Censo de los Estados Unidos. Su población según el censo de 2010 es de 3.439.809 de habitantes.

## Composición
El área metropolitana está compuesta por los condados de:
- King
- Pierce
- Snohomish

## Principales ciudades del área metropolitana
El área metropolitana incluye las siguientes ciudades principales:
- Seattle
- Tacoma
- Bellevue
- Everett

Otras ciudades y pueblos del área metropolitana:
- Auburn
- Bothell
- Brier
- Burien
- Des Moines
- Edmonds
- Federal Way
- Issaquah
- Kenmore
- Kent
- Kirkland
- Lake Forest Park
- Lake Stevens
- Lakewood
- Lynnwood
- Marysville
- Mercer Island
- Mill Creek
- Mountlake Terrace
- Puyallup
- Redmond
- Renton
- Sammamish
- SeaTac
- Shoreline
- Tukwila
- Woodinville